# José Miguel Cubero
José Miguel Cubero Loría (Sarchí, 1987. február 14. –) válogatott Costa Rica-i labdarúgó, jelenleg a Alajuelense játékosa.

## Fordítás
Ez a szócikk részben vagy egészben  a   José Miguel Cubero című angol Wikipédia-szócikk fordításán alapul.  Az eredeti cikk szerkesztőit annak laptörténete sorolja fel. Ez a jelzés csupán a megfogalmazás eredetét és a szerzői jogokat jelzi, nem szolgál a cikkben szereplő információk forrásmegjelöléseként.